# مارک سندریچ
مارک سندریچ (انگلیسی: Mark Sandrich؛ ۲۶ اکتبر ۱۹۰۰ – ۴ مارس ۱۹۴۵) کارگردان، تهیه‌کننده و نویسنده اهل ایالات متحده آمریکا بود. 
از آثار او در زمینه کارگردانی می‌توان فیلم‌های کلاه سیلندری، طلاق خوش، سبکبار و بی‌خیال و مسافرخانه تعطیلات را برشمرد.